# USS Haynsworth (DD-700)
USS Haynsworth (DD-700) là một tàu khu trục lớp Allen M. Sumner được Hải quân Hoa Kỳ chế tạo trong Chiến tranh Thế giới thứ hai. Nó là chiếc tàu chiến duy nhất của Hải quân Mỹ được đặt theo tên Trung tá Hải quân William M. Haynsworth, Jr. (1901-1942), Hạm trưởng tàu khu trục Ingraham, thiệt mạng khi chiếc này va chạm với tàu chở dầu Chemung và đắm với tổn thất nhân mạng nặng nề. Nó đã hoạt động cho đến hết Thế Chiến II, và tiếp tục phục vụ sau đó cho đến khi được chuyển cho Đài Loan năm 1970, và tiếp tục phục vụ như là chiếc ROCS Yuen Yang (DD-5/DDG-905) cho đến năm 1999. Nó bị đánh chìm như mục tiêu năm 2001. Haynsworth được tặng thưởng ba Ngôi sao Chiến trận do thành tích phục vụ trong Thế Chiến II.

## Thiết kế và chế tạo
Haynsworth được đặt lườn tại xưởng tàu của hãng Federal Shipbuilding and Drydock Company ở Kearny, New Jersey vào ngày 16 tháng 12 năm 1943. Nó được hạ thủy vào ngày 15 tháng 4 năm 1944; được đỡ đầu bởi bà William M. Haynsworth, Jr., vợ góa Trung tá Haynsworth, và nhập biên chế vào ngày 22 tháng 6 năm 1944 dưới quyền chỉ huy của Trung tá Hải quân Robert Brodie, Jr.

## Lịch sử hoạt động

### 1944
Sau khi hoàn tất chạy thử máy tại vùng biển Caribe, Haynsworth khởi hành từ New York vào ngày 20 tháng 9 năm 1944 để hộ tống cho chiếc tàu biển chở hành khách RMS Queen Mary đưa Thủ tướng Winston Churchill quay trở về Anh Quốc. Sau khi gặp gỡ các tàu hộ tống của Hải quân Anh, nó quay trở về New York, rồi lại lên đường vào ngày 26 tháng 9 để đi sang Mặt trận Thái Bình Dương, băng ngang kênh đào Panama và ghé qua San Pedro, Los Angeles trước khi đi đến Trân Châu Cảng vào ngày 20 tháng 10. Nó lên đường đi Ulithi vào ngày 16 tháng 12 để gia nhập Lực lượng Đặc nhiệm 38, lực lượng tàu sân bay nhanh trực thuộc Đệ Tam hạm đội dưới quyền Phó đô đốc John McCain cho các chiến dịch sau cùng chống Đế quốc Nhật Bản.

### 1945
Trong ba tháng tiếp theo sau, Haynsworth hoạt động trong thành phần hộ tống cho lực lượng đặc nhiệm tàu sân bay nhanh, vốn còn mang tên Lực lượng Đặc nhiệm 58 khi trực thuộc Đệ Ngũ hạm đội. Nhiệm vụ chính là tiến hành không kích các mục tiêu chiến lược của Nhật Bản dọc theo bờ biển Trung Quốc và Đài Loan, và bắn phá tàu bè đang khi diễn ra cuộc đổ bộ lên vịnh Lingayen tại Luzon, Philippines vào ngày 9 tháng 1 năm 1945.
Một ngày sau khi cuộc đổ bộ được thực hiện, Lực lượng Đặc nhiệm 38 tiến vào Biển Đông để ném bom các mục tiêu dọc bờ biển Trung Quốc và Đông Dương thuộc Pháp, gây ra nhiều thiệt hại cho đối phương. Sau lượt không kích cuối cùng xuống Okinawa, Haynsworth cùng lực lượng đặc nhiệm rút lui về Ulithi vào ngày 26 tháng 1. Nó lại lên đường vào ngày 10 tháng 2, cùng với Lực lượng Đặc nhiệm 58 dưới quyền Đô đốc Marc Mitscher tiến hành không kích các sân bay, nhà máy và tàu bè tại khu vực phụ cận Tokyo. Các phi vụ càn quét mạnh mẽ được tung ra vào ngày 16 tháng 2 nhắm vào các sân bay chung quanh vịnh Tokyo; cho dù thời tiết xấu và trần bay thấp, hầu hết các mục tiêu đều bị vô hiệu hóa. Một số tàu bè đối phương cũng bị đánh chìm trong vịnh Tokyo, trong đó có chiếc Yamashiro Maru tải trọng 10.600 tấn. Xế trưa hôm đó, Haynsworth phát hiện ba tàu tuần tra đối phương tìm cách lợi dụng sương mù để xâm nhập và tấn công lực lượng đặc nhiệm. Nó đã đánh chìm cả ba con tàu xâm nhập và bắt được 12 tù binh.
Sau một thời gian rút lui về Ulithi để nghỉ ngơi và tiếp liệu, Haynsworth lại lên đường tham gia chiến dịch đổ bộ tiếp theo lên Okinawa. Nhằm mục đích chuẩn bị, lực lượng tàu sân bay nhanh, giờ đây đổi tên thành Lực lượng Đặc nhiệm 58, tung ra đợt không kích xuống các sân bay trên đảo Kyūshū và tàu bè trong vùng biển nội địa Nhật Bản trong các ngày 18 và 19 tháng 3, gây thiệt hại đáng kể cho đối phương, trước khi đi đến mục tiêu chính là Okinawa. Sau khi bắn phá các mục tiêu đối phương trên bờ tại khu vực đảo Minami Daitō Jima vào ngày 28 tháng 3, nó tham gia cùng Lực lượng Đặc nhiệm 58 để hỗ trợ cho cuộc đổ bộ lên chính Okinawa vào ngày 1 tháng 4. Vai trò chính của nó trong trận này là phòng không, chống đỡ hàng loạt cuộc tấn công của máy bay tấn công cảm tử đối phương. Sau khi bị một chiếc kamikaze đâm trúng vào ngày 6 tháng 4, chiếc tàu khu trục buộc phải rút lui, ngang qua Ulithi, về Xưởng hải quân Mare Island tại San Francisco, California để sửa chữa.

### 1946 – 1960

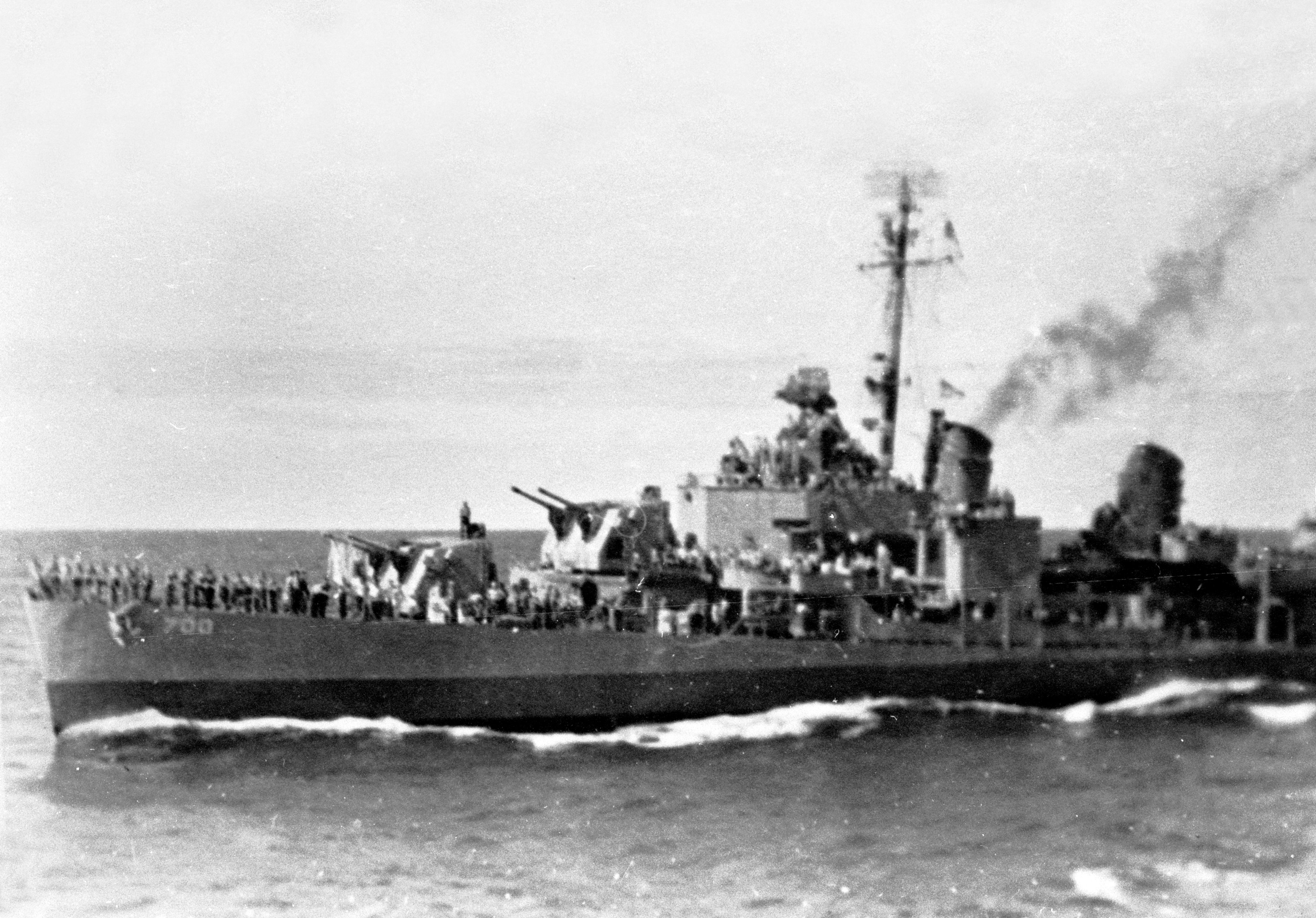
USS Haynsworth tại vùng biển Nam Thái Bình Dương, khoảng năm 1945.

Sau khi hoàn tất việc sửa chữa, Haynsworth hoạt động như một tàu huấn luyện tại Treasure Island, California, từ ngày 17 tháng 7 đến ngày 5 tháng 9. Sau một giai đoạn hoạt động tại Trân Châu Cảng, nó lên đường đi sang vùng bờ Đông Hoa Kỳ vào ngày 14 tháng 1 năm 1946, đi đến Boston, Massachusetts vào ngày 26 tháng 4, nơi nó trải qua một năm trong thành phần dự bị. Trở lại thành phần hiện dịch vào tháng 3 năm 1947, nó hoạt động từ căn cứ ở Algiers, Louisiana, thực hiện các chuyến đi huấn luyện Hải quân Dự bị tại vịnh Mexico và vùng biển Caribe cho đến mùa Hè năm 1949. Chiếc tàu khu trục khởi hành vào ngày 6 tháng 9 cho lượt phục vụ đầu tiên cùng Đệ Lục hạm đội tại khu vực Địa Trung Hải, và quay trở về Norfolk, Virginia vào ngày 7 tháng 2 năm 1950. Mười ngày sau, nó được chuyển đến Charleston, South Carolina, nơi nó xuất biên chế vào ngày 19 tháng 5,
Khi quy mô của cuộc Chiến tranh Triều Tiên ngày càng mở rộng, Haynsworth được cho nhập biên chế trở lại tại Charleston vào ngày 22 tháng 9 năm 1950 dưới quyền chỉ huy của Trung tá Hải quân Herbert F. Rommel. Sau khi được huấn luyện và thực tập tại vùng bờ Đông và vùng biển Caribe, nó lên đường vào ngày 3 tháng 9 năm 1951 để làm nhiệm vụ tại Địa Trung Hải.
Khi quay trở về Hoa Kỳ, Haynsworth tiếp nối các hoạt động dọc theo vùng bờ Đông và vùng biển Caribe, cùng một chuyến đi thực hành cho học viên sĩ quan tại vùng biển Bắc Đại Tây Dương. Nó khởi hành từ Norfolk vào ngày 2 tháng 11 năm 1953 cho một chuyến đi vòng quanh thế giới. Khi đi sang Thái Bình Dương, nó được phối thuộc cùng Đệ Thất hạm đội trong những hoạt động tại Viễn Đông trong bốn tháng. Đang khi thực hành chống tàu ngầm vào ban đêm tại vùng biển ngoài khơi Pusan vào ngày 23 tháng 12, nó mắc tai nạn va chạm với tàu khu trục chị em Ault, khiến một thủy thủ của Haynsworth thiệt mạng và mũi tàu của nó bị hư hại. Cả hai con tàu phải quay về Yokosuka để sửa chữa.
Haynsworth quay trở về Norfolk vào ngày 4 tháng 6 năm 1954 để tiếp nối các hoạt động dọc theo vùng bờ Đông và vùng biển Caribe, xen kẻ với những lượt phối thuộc cùng Đệ Lục hạm đội tại vùng biển Địa Trung Hải. Từ năm 1956 đến năm 1960, con tàu đã năm lần được cử sang khu vực Địa Trung Hải trong các chuyến tuần tra gìn giữ hòa bình tại một vùng còn nhiều mâu thuẫn và biến động. Trong vụ Khủng hoảng kênh đào Suez năm 1956, khi việc quốc hữu hóa kênh đào đã đưa đến sự xung đột giữa Ai Cập với Anh, Pháp và Israel, chiếc tàu khu trục đã giúp đỡ vào việc di tản công dân Hoa Kỳ khỏi Ai Cập và tuần tra tại khu vực Đông Địa Trung Hải. Vào năm 1959, nó tham gia thành phần Lực lượng Đặc nhiệm 47 đi dọc theo sông Saint Lawrence tham dự lễ khánh thành tuyến đường thủy St. Lawrence nối liền Đại Tây Dương với Ngũ Đại Hồ, nghi lễ do Tổng thống Dwight D. Eisenhower và Nữ hoàng Elizabeth II của Anh đồng chủ trì.

### 1961 - 1970
Trong lượt bố trí hoạt động tại khu vực Địa Trung Hải vào cuối năm 1961, Haynsworth đã giúp vận chuyển khẩu phần lương thực khẩn cấp đến Châu Phi đang bị nạn đói đe dọa. Đến ngày 3 tháng 10 năm 1962, khuôn khổ Chương trình Mercury, chiếc tàu khu trục đã canh phòng ngoài khơi mũi Canaveral như một tàu cứu hộ dự phòng, chứng kiến tàu Sigma 7 đưa phi hành gia Walter Schirra được phóng lên quỹ đạo. Cuối năm đó, nó lại tham gia hoạt động phong tỏa Cuba trong vụ Khủng hoảng tên lửa Cuba.
Vào tháng 2 năm 1963, Haynsworth được bố trí sang Địa Trung Hải, Hồng Hải và vịnh Aden để hoạt động cùng Đệ Lục hạm đội. Sau khi quay trở về Norfolk, nó thực hiện một chuyến đi thực tập huấn luyện cho học viên sĩ quan tại Đại Tây Dương từ ngày 1 tháng 8 đến ngày 10 tháng 9, rồi được đại tu tại New Orleans, Louisiana và Orange, Texas, trước khi đi đến Galveston, Texas vào ngày 28 tháng 2 năm 1964, nơi nó bắt đầu đảm nhiệm vai trò tàu huấn luyện cho lực lượng Hải quân Dự bị Hoa Kỳ, được phân về Hải đội Khu trục Dự bị 34. Những chuyến đi huấn luyện đưa con tàu đến các cảng vùng vịnh Mexico, dọc bờ biển Đại Tây Dương và vùng biển Caribe.

### Yuen Yang(DD-5/DDG-905)
Vào ngày 12 tháng 5 năm 1970, Haynsworth được chuyển cho Trung Hoa dân quốc (Đài Loan), và phục vụ cùng Hải quân Trung Hoa dân quốc như là chiếc Yuen Yang. Ký hiệu lườn của nó được đổi từ DD-5 sang DDG-905, và nó tiếp tục phục vụ thêm gần 30 năm trước khi xuất biên chế vào ngày 6 tháng 1 năm 1999 và bị đánh chìm như một mục tiêu vào ngày 13 tháng 10 năm 2001.

## Phần thưởng
Haynsworth được tặng thưởng ba Ngôi sao Chiến trận do thành tích phục vụ trong Thế Chiến II.